# Liste des évêques de Lucera-Troia
 (mai 2012).
Si vous disposez d'ouvrages ou d'articles de référence ou si vous connaissez des sites web de qualité traitant du thème abordé ici, merci de compléter l'article en donnant les références utiles à sa vérifiabilité et en les liant à la section « Notes et références ».
Le diocèse de  Lucera-Troia  est un diocèse dans le sud de l'Italie avec siège à  Lucera. Le diocèse est héritier de plusieurs anciens diocèses: le diocèse de  Troia, le diocèse de Farentino, le diocèse de  Tortiboli et le  diocèse de  Montecorvino.

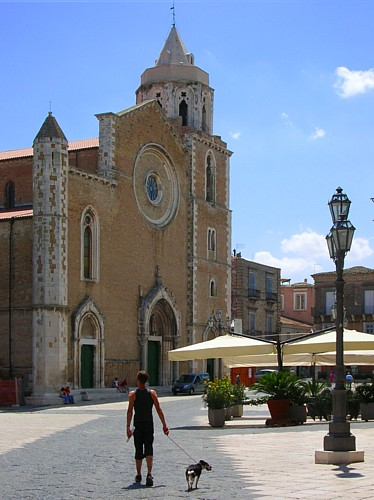
Cathédrale de Lucera

Selon les traditions locales, lé diocèse date du IIe siècle (Saint-Bassus), mais le premier évêque certain est  Marc (vers 743). Le diocèse de Lucera est agrandi en 1391 avec le diocèse de  Castel Fiorentino, une  ville fondé en 1015 par le   catapan byzantin Basileios Mesardonites. Le diocèse de Tortiboli est fusé avec celui de Lucera après 1409. En 1848 les diocèses unis de Montecorvino et  Vulturaria sont ajoutés à Lucera. Motta Montecorvino est fondé comme dicocèse au  Xe siècle.  La fusion de  Montecorvino avec Vulturaria date de 1433. En 1986 le diocèse de Troia est fusé avec Lucera et renommé diocèse de  Lucera–Troia, comme  suffragant de l'archdiocèse de  Foggia-Bovino.

## Évêques de Lucera
- Saint Basso † (? - 118)
- Saint Pardo † (?)
- Jean  Ier † (300)
- Saint Marc Ier (it) † (302 - 328)
- Marc II † (743)
- Adelchi † (957)
- Albert † (963 - 964)
- Landenolfo † (990)
- Jean II † (1041)
- Azzo † (1075)
- Teudelgrado † (1084)
- Benedetto † (1099)
- Rinaldo † (1179)
- Luterio † (? - 1219)
- Ignoto † (? - 1247)
  - Sede vacante (1247-1255)
- Albert II † (1255 - ?)
- Nicolò † (1261)
- Bartolomeo Ier † (1265)
- Guglielmo † (? - 1295)
- Aimando o Aimardo † (1295 - 1302)
- Stefano Ier † (1302 - 1305)
- Stefano II † (1308)
- Giacomo da Fusignano, O.P. † (1314 - 1322)
- Agostino Kažotić, O.P. † (1322 - 1323)
- Giacomo II † (1324 - 1325)
- Marino † (? - 1348)
- Antonio † (1348 - 1363)
- Giacomo Gurga † (1363 - 1348)
- Bartolomeo II † (?)
- Tommaso † (?)
- Bartolomeo III † (? - 1396)
- Bassastachio I della Formica † (1396 - ?)
- Nicolò Antonio † (1409)
- Francesco † (1412 - 1422)
- Bassastachio II della Formica † (1422 - 1450)
- Antonio Anglo † (1450 - 1450)
- Ladislao Dentice † (1450 - 1476)
- Pietro Ranzano, O.P. † (1476 - 1492)
- Giambattista Contestabili † (1493 - 1496)
- Antonio Torres, O.S.H. † (1496 - 1497)
- Raffaele Rocca † (1497 - 1499)
- Giovanni di Luigi, O.Carm. † (1499 - 1512)
- Alfonso Carafa † (1512 - 1534)
  - Andrea Matteo Palmieri † (1534 - 1535) (administrateur apostolique)
- Michele Visconti † (1535 - 1538)
- Enrique de Villalobos † (1538 - 1540)
- Fabio Mignanelli † (1540 - 1553)
- Pietro De Petris † (1553 - 1580)
- Giulio Monaco † (1580 - 1581)
- Scipione Bozzuti † (1582 - 1591)
- Marco Magnacervo, C.R. † (1593 - 1600)
- Fabio Aresti † (1601 - 1609)
- Lodovico Magio † (1601 - 1618)
- Fabrizio Suardi † (1619 - ?)
- Bruno Sciamanna † (1637 - 1642)
- Tommaso de Avalos, O.P. † (1642 - 1643)
- Silvestro de Afflitto, C.R. † (1644 - 1661)
- Giambattista Eustachio † (1663 - 1687)
- Domenico Morelli † (1688 - 1715)
- Domenico Maria Liguori, C.R. † (1717 - 1730)
- Vincenzo Ferreri, O.P. † (1730 - ?)
- Michele Mascullo † (1733 - ?)
- Giuseppe Maria Foschi † (1759 - 1776)
  - Sede vacante (1776-1792)
- Giovanni Arcamone † (1792 - 1793)
- Alfonso Maria Freda † (1798 - 1816)
- Andrea Portanova † (1818 - 1843 ?)
- Giuseppe Jannuzzi † (1843 - 1871)
- Giuseppe Maria Cotellessa †(1872 - ?)
- Giuseppe Consenti, C.SS.R. † (1893 - 1907)
- Lorenzo Chieppa † (1909 - 1918)
- Giuseppe di Girolamo † (1920 - 1941)
- Domenico Vendola † (1941 - 1963)
- Antonio Cunial † (1963 - 1970)
- Angelo Criscito † (1970 - 1985)
- Carmelo Cassati, M.S.C. (1985-1986)

### Évêques de Troia
- Saint Marc † (Ve siècle ?)
- Saint'Eleuterio † (Ve siècle ?)
- Saint Secondino † (Ve siècle ?)
- Marcianus † (501 - 504)
- Domnino † (mi-VIe siècle)
- Oriano † (première moitié du  XIe siècle)
- Stefano Normanno † (1071)
- Gualtiero † (1080 - 1091)
- Gerardo † (1091 - 1097)
- Uberto † (1091 - 1101)
- Guglielmo † (1102 - 1106)
- Elia † (deuxième moitié du  XIIe siècle)
- Gualtieri di Pagliara † (1189 - 1201)
- Filippo † (1212 - ?)
- Pietro de Barbuco † (1253 - ?)
- Matteo † (1259 - 1276)
- Ugo, O.P. † (1278 - 1279)
- Rainerio, O.F.M. † (1280 - ?)
- Roggero † (? - 1302)
- Pietro, O.F.M. † (1302 - 1309)
- Guglielmo Bianchi, O.S.B. † (1309 - 1310)
- Berardo † (1310 - ?)
- Arnoldo † (1322 - ?)
- Bisanzio † (1332 - ?)
- Enrico Trezza † (1341 - ?)
- Nicola † (deuxième moitié du XIVe siècle)
- Guido † (1375 - 1385
- Riccardo † (1391 - ?)
- Bartolomeo † (1398 - ?)
- Nicola † (1409 - 1409)
- Angelo † (1411 - 1438)
- Giacomo Lombardo † (1438 - 1469)
- Giovanni Paolo Vassalli † (1469 - ?)
- Stefano † (1475 - 1480)
- Scipione Piscicelli † (1480 - 1484)
- Giannozzo Pandolfini † (1484 - 1514)
- Ferrando Pandolfini † (1514 - 1560)
- Scipione Rebiba † (1560 - 1560)
- Prospero Rebiba † (1560 - vers 1593)
- Jacopo Aldobrandini † (1593 - 1607)
- Pietro Antonio Da Ponte, C.R. † (1607 - 1622)
- Giovanni Battista Roviglioni † (1622 - 1623)
- Felice Siliceo † (1623 - 1626)
- Giovanni Battista Astalli † (1626 - 1644)
- Giovanni Tommaso Veneziani † (1645 - 1644)
- Antonio Sacchetti † (1648 - 1662)
- Sebastiano Sorrentino † (1663 - 1675)
- Antonio de Sangro, C.R. † (1675 - 1694)
- Emilio Cavalieri, P.O. † (1694 - 1726)
- Giovanni Pietro Faccoli † (1726 - 1752)
- Marco De Simone † (1752 - 1777)
- Giovanni Giacomo Onorati † (1777 - 1793)
- Gennaro Clemente Francone † (1797 - 1799)
- Michele Palmieri † (1804 - 1824)
- Antonio Monforte † (1824 - 1855)
- Tommaso Passero, O.P. † (1856 - 1890)
- Domenico (Daniele) Tempesta, O.F.M. † (1891 - 1899)
- Paolo Emilio Bergamaschi † (1899 - 1910)
- Domenico Lancellotti † (1911 - 1918)
- Fortunato Maria Farina (it) † (1919 - 1951)
- Giuseppe Amici † (1951 - 1955)
- Antonio Mistrorigo (1955 - 1958)
- Antonio Pirotto † (1958 - 1974)
- Giuseppe Lenotti † (1974 - 1981)
- Salvatore De Giorgi (1981 - 1986)

### Évêques de  Lucera-Troia
- Raffaele Castielli (1987 - 1996)
- Francesco Zerrillo (it) (1997 - 2007)
- Domenico Cornacchia (2007 - )